# Singha
Singha (Thai: สิงห์) is een Thais lager bier dat gebrouwen wordt door de Boon Rawd Brewery te Bangkok, de oudste brouwerij van het land. Singha is Thais voor leeuw. Vandaar dat er een gouden leeuw staat afgebeeld op het logo. Singha is het populairste bier van Thailand.
De ingrediënten zijn water, gerstemout, hop en ascorbinezuur (E300).

## Varianten
- Singha Lager draft (4,5%)
- Singha Light  (3,5%)

## Boycot
Chitpas Bhirombhakdi, lid van de Bhirombhakdi-familie die eigenaar is van de brouwerij, is een van de leiders van de anti-regeringsprotesten in Bangkok in 2013 en 2014. Ze zou zelfs betogingen gesponsord hebben. Tijdens een interview zei Chitpas Bhirombhakdi: "Er zijn vele Thai die niet weten wat democratie is ... vooral op het platteland." Boeren van het platteland steunen de regering. Uit verontwaardiging begon men in het noordoosten van Thailand een boycot tegen Singha. De familie zat ermee verveeld en kondigde aan hun naam te veranderen om duidelijk te maken dat de politieke activiteiten los staan van de brouwerij. Chitpas nam de familienaam van haar moeder aan: Kridakhorn.